# Eiserne Krone

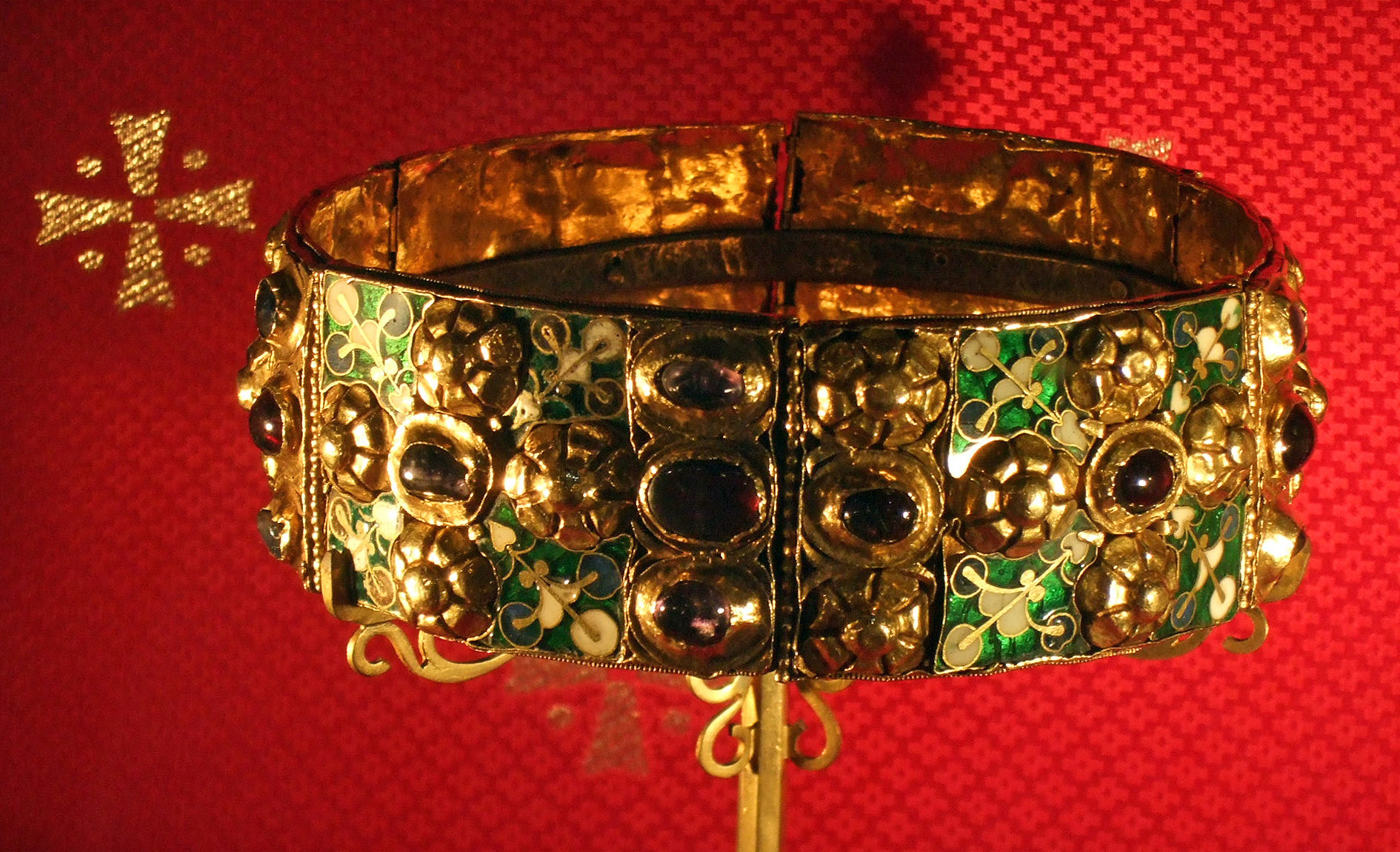
Die Eiserne Krone

Die Eiserne Krone ist die Königskrone der Könige von Italien.

## Beschreibung

### Erscheinungsbild
Die Krone besteht aus einem sechsteiligen, grün-emaillierten und mit 22 Edelsteinen besetzten unregelmäßig runden Goldreif. Der Durchmesser dieses Reifs beträgt 15,8 × 14,4 cm, seine Höhe 5,3 cm und sein Umfang 48 cm. Die sechs Platten des Goldreifs sind jeweils 8 cm lang und leicht gebogen. Sie werden an der Innenseite von einem Metallring von 2 cm Breite (der Legende nach hergestellt aus einem eisernen Nagel vom Kreuz Christi) zusammengehalten, der mit insgesamt sieben Nägeln befestigt ist. Bei den 22 Edelsteinen handelt es sich um Rubine, Saphire und Amethyste.

### Chemische Analyse
An der Universität Mailand wurde die Krone 1993 mit Hilfe einer Röntgenfluoreszenzanalyse und der Radiokarbonmethode umfassend auf ihre chemischen Bestandteile untersucht. Demnach sind Folie, Rosetten und Einfassungen aus demselben Material, einer Legierung aus 84–85 % Gold, 5–7 % Silber und 8–10 % Kupfer, was eine einheitliche Entstehungszeit nahelegt. Die äußeren Füllungen auf den Emailleplatten und die Scharniergelenke bestehen dagegen aus 90–91 % Gold und 9–10 % Silber, woraus die Experten eine oder mehrere Nachbearbeitungen ableiteten.
Der angebliche „eiserne Nagel“ ist tatsächlich zu 99 % aus Silber, die Krone enthält also entgegen ihrem Namen gar kein Eisen. Aus einer schriftlichen Quelle von 1159 wurde jedoch verschiedentlich abgeleitet, dass die Krone damals einen eisernen Bogen oberhalb des Kopfreifes gehabt haben könnte. Ähnlicher Schmuck ist zeittypisch. Den inneren, silbernen Ring soll Antelloto Bracciforte bei einer Restaurierung im Jahre 1345 angefertigt haben, um die Krone zu stabilisieren, die damals durch den Verlust von zwei Seitenelementen sehr gelitten hatte. Gegenwärtig werden zwei Emailleplatten mangels belastbaren Scharniers nur durch den Silberring zusammengehalten. In einem Inventarverzeichnis von 1352 wird die Krone erstmals in ihrer jetzigen, „kleinen“ Form beschrieben. Zu den Edelsteinen zählen sieben rote Granate, sieben blaue Saphire, vier violette Amethyste und vier Glassteine.
Drei der sieben emaillierten Glaskörper unterscheiden sich in Zusammensetzung und Aussehen so deutlich von den übrigen, dass von einer separaten Anfertigung ausgegangen wird. Dies bestätigte auch die chemische Analyse, wonach die älteren Glasbestandteile unter Einsatz von Kaliumsalz (Pottasche) hergestellt wurden, die jüngeren mit Hilfe von Natriumsalzen, die seit dem 18. Jahrhundert als Flussmittel zur Senkung der Schmelzpunkte von Kalk und Quarzsand eingesetzt werden. Überraschend war die Entdeckung von Bienenwachs, mit dem die Emailleplatten auf der Goldfolie befestigt wurden. Eine nähere Untersuchung ergab, dass Wachsbestandteile aus dem Zeitraum um 500, also dem Übergang von der Antike zum Mittelalter, stammen könnten, andere um 800 gewonnen wurden, wonach Teile der Krone noch spätantiken Ursprungs sind und bis in die Zeit von Theoderich dem Großen zurückreichen, wesentliche Teile jedoch unter Karl dem Großen zugefügt wurden.

## Geschichte
Ihren Namen hat die Krone der Legende nach von dem eisernen Nagel vom Kreuz Christi, der als Metallring zur Befestigung in sie eingearbeitet wurde. Nach neueren Forschungen erscheint es jedoch fraglich, ob die Krone ihren Namen von dieser Befestigung hat, die zudem weder aus Eisen besteht noch in die Entstehungszeit der Krone zurückreicht. Vielmehr könnte sie zu früheren Zeiten einen weiteren, inzwischen verlorenen, tatsächlich eisernen Bügel gehabt haben. Nach der Überlieferung soll Kaiser Konstantin der Große den heiligen Nagel von seiner Mutter Helena erhalten haben, die das Kreuz bei von ihr finanzierten Ausgrabungsarbeiten 325 entdeckt haben wollte.
Nachgewiesenermaßen wurde die Krone seit dem 14. Jahrhundert zeremoniell genutzt, vermutlich schon im 11. Jahrhundert. Die ältere Forschung behauptete, die Krone sei bereits im Frühmittelalter, etwa im 8. oder frühen 9. Jahrhundert Symbol königlicher Macht gewesen. Die chemische Analyse (siehe oben) von 1993 ergab zwei aufeinander folgende, noch frühere Entstehungsperioden einzelner Bestandteile um 450/500 und um 800. Das würde eine Anfertigung in der Völkerwanderungszeit, also zur Zeit der Langobarden bestätigen. Neuere Studien haben jedoch gezeigt, dass die langobardischen Könige nicht gekrönt wurden, sondern durch Akklamation mit den Waffen bewaffnet in einer Zeremonie, die normalerweise im königlichen Palast von Pavia stattfand und als Symbol der Macht eine Lanze erhielt.  
Reinhard Elze vertrat die These, dass Gisela, die Tochter Ludwigs des Frommen, die den Herzog Eberhard von Friaul heiratete, die Krone in ihrem Besitz gehabt haben könnte und 874 an Berengar I. von Friaul vererbt hat. Dieser war damals der einzige nennenswerte Gönner des Doms von Monza und stiftete auch ein Kreuz, das im ähnlichen Stil wie die Krone hergestellt ist. Nach einer weiteren Theorie von Edward Francis Twining handelte es sich ursprünglich um drei Kronen, die für sich genommen jeweils zu klein für den Kopf eines Erwachsenen waren, allerdings bei Krönungen mit einem Schleier untereinander verbunden wurden, weshalb die Krone von Monza auch mehrere kleine Löcher zur Befestigung aufweise. Die übrigen beiden Kronen könnten demnach mit jenen identisch sein, die 1730 im russischen Kasan aufgefunden und ins Museum nach St. Petersburg gebracht wurden. Twining sieht sich durch ein Relief bestätigt, das die Krönung von Otto IV. in Monza 1209 zeigen soll und auf der eine Krone abgebildet ist, die mit der heutigen keine Ähnlichkeit hat.
Heute befindet sich die Krone im Domschatz zu Monza in Oberitalien. Sie wird im Altartabernakel in der Kapelle der Theudelinde (Cappella di Teodolinda) des Doms von Monza aufbewahrt.
Im Wappen des Königreichs Italien ist sie als Helmzier abgebildet.
Nach der Eisernen Krone sind zwei Verdienstorden des 19. Jahrhunderts benannt: der Orden der Eisernen Krone und der Orden der Krone von Italien.

## Die Krone in Literatur und Film
Im 37. Kapitel von Herman Melvilles Roman Moby-Dick fantasiert Kapitän Ahab von der Eisernen Krone. Im italienischen Spielfilm La corona di ferro (1941) von Alessandro Blasetti wird die legendäre Ankunft der Krone in Italien märchenhaft ausgeschmückt. Außerdem kommt sie in Episode 10 der 6. Staffel der BBC-Serie Father Brown, „Die zwei Tode des Hercule Flambeau“ vor, als Meisterdieb Hercule Flambeau seinen Tod vortäuscht, um sie zu stehlen, während sie als Ausstellungsstück in der Nähe von Kemblefort ist.

## Gekrönte Herrscher
- Heinrich VII. (1311[8])
- Ludwig IV. (1327)
- Karl IV. (1355)
- Sigismund (1431)
- Friedrich III. (1452)
- Karl V. (1530)
- Napoleon I. (1805)
- Ferdinand I. von Österreich (1838, der letzte Träger)